# 人類鐵代謝

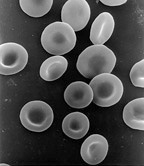
人類每天消耗20mg的鐵來製造紅血球。

鐵質是人體必需的營養素，由於需要量以毫克（mg）計，故稱為微量礦物質營養素。根據世界衛生組織的統計，缺鐵是目前世界上最普遍的營養缺乏問題，不僅盛行於開發中國家，也仍是已開發國家的公共衛生問題。

## 缺鐵盛行率
嚴重缺鐵會導致貧血。世界各地區的缺鐵與缺鐵貧血盛行率如下：
| 地區         | 人口 (百萬) | 貧血人口 (百萬) | 貧血盛行率 (%) |
| ------------ | ----------- | --------------- | -------------- |
| 非洲         | 535         | 244             | 46             |
| 美洲         | 742         | 141             | 19             |
| 東南亞       | 1364        | 779             | 57             |
| 歐洲         | 860         | 84              | 10             |
| 地中海東部   | 408         | 184             | 45             |
| 西太平洋地區 | 1574        | 598             | 38             |
| 全球         | 5491        | 2030            | 37             |

## 需要量和建議攝取量
鐵的需要量因性別而異。生育年齡女性因為月經血造成大量鐵的流失，所以每日約需要14毫克；男性每日需要9毫克。由於各國的飲食組成不同，鐵的可用率差異很大，因此各國的建議攝取量不盡相同：
| 美國     | 美國  | 中國大陸 | 中國大陸 | 中華民國 | 中華民國 |
| -------- | ----- | -------- | -------- | -------- | -------- |
| 年齡(歲) | 男/女 | 年齡(歲) | 男/女    | 年齡(歲) | 男/女    |
| 9-13     | 8     | 9-       | 10       | 7-       | 10       |
| 14-18    | 11/15 | 10-      | 12       | 10-      | 15       |
| 19-30    | 8/18  | 13-      | 15/20    | 19-      | 10/15    |
| 31-50    | 8/18  | 18-      | 12/18    | 31-      | 10/15    |
| 51-      | 8     | 45-      | 12       | 51-      | 10       |
| >70      | 8     | 60-      | 10       | 71-      | 10       |

## 吸收與流失[6]
飲食中的鐵分為血基質鐵（heme iron）和非血基質鐵（nonheme iron）兩種。食物中的非血基質鐵主要是三價鐵（Fe3+），在小腸細胞的刷狀緣（Brush border）上的鐵離子還原酶（ferric reductase）還原為二價亞鐵離子（Fe2+），然後在小腸前段（十二指腸）吸收，而空腸及迴腸因鹼性胰液注入，鐵的溶解度降低，所以吸收極少。含鐵較多的食物有：紅色肉類、動物內臟、綠色蔬菜（如菠菜）、芝麻、蠔、蛤等。
小腸有三種負責吸收鐵的分子：
1. 原紅素攜帶蛋白（Heme carrier protein 1）:
主要在小腸前段，越往末端含量越少，負責吸收食物中的血基質鐵。食物中的血紅蛋白（hemoglobin）、肌紅蛋白（myoglobin）在腸道中經蛋白質酶分解釋出血基質鐵，經由原血紅素攜帶蛋白進入小腸細胞後，會被酵素水解成無機鐵離子與吡喀紫質（Protoporphyrin），無機鐵離子便可與其他蛋白質結合進入循環。
2. DMT-1（Divalent Cation/Metal Transporter-1，也可稱DCT-1）:
位於小腸的腸上皮細胞（Enterocyte）膜上，是小腸吸收鐵的運輸蛋白，由561個胺基酸組成，含有12個穿膜區。由於DMT-1只接受二價金屬離子，所以腸道內游離的Fe3+須經Dcytb（duodenal cytochrome b reductase）還原成Fe2+，才能夠被DMT-1運輸到腸上皮細胞內。DMT-1不只對鐵有專一性，也對Zn2+、 Mn2+、 Cu2+、 Co2+、Ni2+有活性，甚至是對人體有毒的Pb2+和Cd2+，由於Zn2+和Fe2+使用同一種運輸蛋白，故在腸道內兩者會競爭，影響鐵吸收。
3. 穿膜蛋白（Intergrin）: 
在小腸絨毛細胞上的一種穿膜蛋白可與腸道內游離的鐵離子結合而運送到絨毛細胞內，然後鐵離子會被多種還原劑如：flavin-dependent ferrireductase、NADPH-dependent ferrireductase、維他命C（vitamin C）還原成亞鐵離子，再和多種配體（ligand）結合以增加其穩定性，這些配體可能是胺基酸─組胺酸（histidine）或半胱胺酸（cysteine）─或蛋白質結合。
飲食的鐵只有10~30%會被吸收。鐵易被吸收的因素有：血基質鐵，缺鐵或在生長發育中的兒童、孕婦，維生素C與肉類；不利鐵吸收的因素有：非血基質鐵，胃部切除導致胃酸缺乏或分泌量減少，腹瀉、粥樣瀉等消化道疾病、草酸（oxalate）、磷酸（phosphate）、及植酸（phytate）會與鐵形成不溶的鹽類、纖維素（cellulose）及單寧（tannin）等。所以攝取鐵時，應注意食物搭配以增加吸收效率。
成人會因細胞脫落而流失鐵，每日經尿液流失鐵0.1微克，消化道流失0.3~0.5毫克，汗液排失0.05~1.0毫克；生育年齡婦女因月經流失的鐵量很多，平均每日超過0.5毫克。

## 儲存[7]
身體中鐵離子主要存在於肝臟、脾臟及骨髓之中。運鐵蛋白（transferrin）會將鐵離子送到肝臟，此處存有身體60％的鐵離子；剩下的40％則在肝臟、脾臟及骨髓的網狀內皮細胞（reticuloendothelial cell, RE）。大部分存在網狀內皮細胞的鐵離子，是紅血球胞噬作用（吞噬作用），血紅蛋白（血红蛋白）降解所產生。
主要在細胞中儲存鐵的是儲鐵蛋白（鐵蛋白）。組織中的儲鐵蛋白會和血清中的儲鐵蛋白達成平衡，因此血清中的儲鐵蛋白為身體內儲鐵量的指標：每一毫升血清中含有1奈克的儲鐵蛋白等於身體中有10毫克的儲鐵量。正常成年人血清儲鐵蛋白的濃度應超過12ng/ml（奈克/毫升）。然而其並非身體內儲鐵量的有效指標，因儲鐵蛋白本身是急性期蛋白（acute phase protein, APP），會因發炎反應而上升，時間甚至持續數週。

## 鐵循環與恆定
雖然從飲食中攝取鐵對於維持體內鐵含量很重要，但最主要的鐵供應源，是身體中鐵離子的循環。
大部分藉運鐵蛋白輸送而進入細胞質中的鐵離子是來自血紅蛋白（血红蛋白）、儲鐵蛋白及血鐵質的降解。主要發生在網狀內皮系統的胞噬作用是血紅蛋白，而存於儲鐵蛋白及血鐵質的鐵則在肝臟、脾臟及骨髓中被降解。
簡單來說，老舊的紅血球會在脾臟中被巨噬細胞吞噬，而肝臟及骨髓中則分別由網狀內皮巨噬細胞（reticuloendothelial cell macrophages）及庫佛式細胞（庫佛氏細胞）所分解。在血紅素的降解過程中，血基質（血基質）會經由血基質氧化酶（血红素加氧酶）轉換成膽綠素（胆绿素）再轉成膽紅素（胆红素），而後分泌至膽汁中排出體外，使血基質中的鐵離子恢復至游離態。血基質的降解使每日約有20～25毫克的鐵離子可供使用。Ferroportin是另一種促進小腸吸收鐵質的蛋白質，它會使鐵離子離開巨噬細胞，使鐵質可被重複利用。
雖然大部分的紅血球是在網狀內皮系統中被分解，但仍有約10％的分解是發生在血液中。反應後形成含鐵的化合物則被送到肝臟中，繼續進行分解以利鐵的循環利用。

## 為什麼需要與鐵結合的蛋白質
鐵是具有高氧化力的元素，舉例來說，游離的二價鐵離子會與過氧化氫作用，形成羟基自由基。羟基自由基有很高的活性，會傷害細胞。因此我們需要運鐵蛋白、儲鐵蛋白等等蛋白質來穩定鐵離子。此外，人體中的如果有細菌感染，這些細菌會利用游離的鐵離子，而生長、增殖。因此把鐵與蛋白質結合在一起可以確保，沒有細菌可以利用鐵，具有免疫上的重要意義。

## 運送與利用[8]
吸收之鐵與血漿中的運鐵蛋白攜帶輸送到造血組織與全身細胞。每分子運鐵蛋白可以攜帶兩個三價鐵離子。健康者的運鐵蛋白大約有30~40%為與鐵結合，其餘60~70%則未攜鐵，可以接受任何來源的鐵質。
血漿中可供利用的鐵有三種來源：
- 由腸道吸收的飲食中的鐵質，每日約有0.5~2.0毫克；
- 身體內儲存的鐵質；
- 老化紅血球在脾臟網狀內皮細胞分解而回收之鐵，此來源供應最多，每日約有20~25毫克。

約1公克的鐵平均分配到身體每個細胞，作為酵素與含鐵蛋白的構成分。超過需求之鐵會儲存在肝臟、脾臟及骨髓。男性儲存鐵量約0.5~1.5公克，女性儲存鐵量通常較低約0.3~1.0公克。細胞中儲存鐵的蛋白質是鐵蛋白（鐵蛋白）與血鐵質（hemosiderin）；血鐵質含鐵達35%，但較不易釋出利用。

## 細胞攝鐵與恆定機制
鐵營養在體內的運輸需要靠運鐵蛋白，但必須要從二價離子氧化成三價才能與運鐵蛋白結合。在人體內，由兩種蛋白質完成這件工作，分別是在小腸細胞中發現的希菲斯特蛋白Hephaestin( Hephaestus是希臘火神的名字 )，與全身都有的血漿銅藍蛋白(血漿銅藍蛋白)。

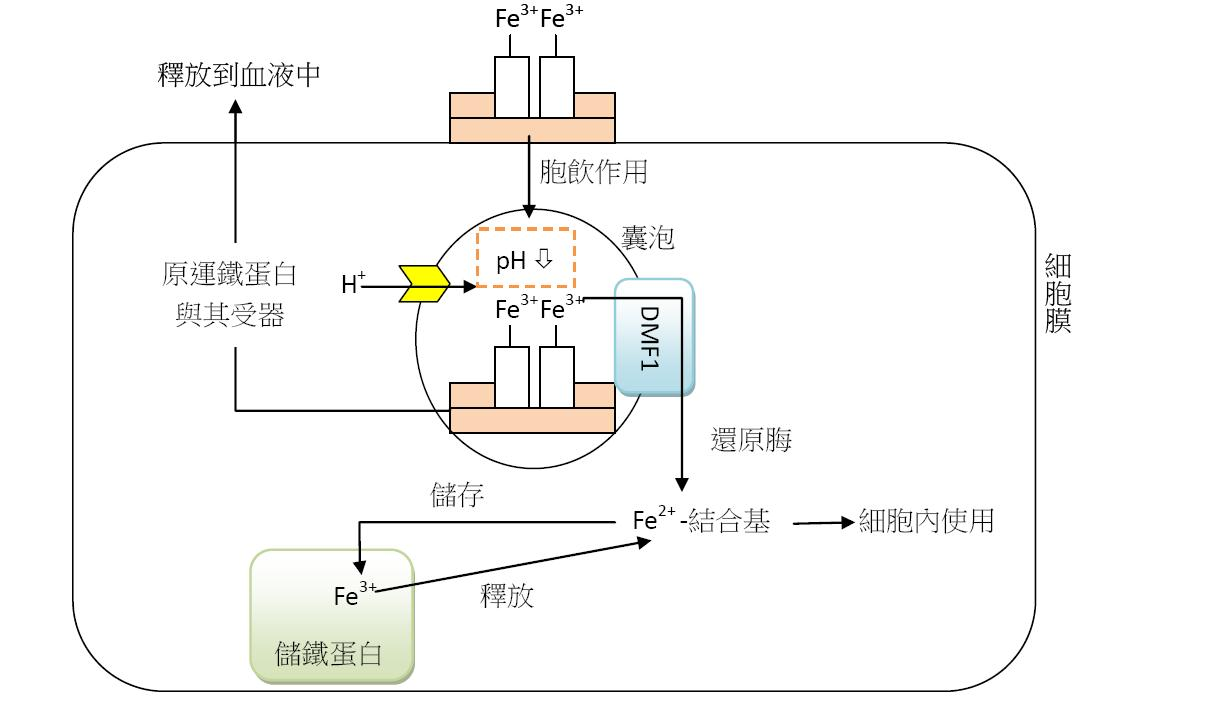
細胞攝鐵機制

運鐵蛋白與三價鐵離子的結合力非常高（1023 M-1 在 pH 7.4下），但當酸鹼值（pH值）下降時，親和力就會降低。因此當帶有兩個鐵離子的運鐵蛋白（又稱飽和運鐵蛋白）與細胞膜上之運鐵蛋白受器（转铁蛋白受体）結合後，細胞膜形成囊泡以胞飲作用（胞饮作用）送到細胞質中，囊泡膜上氫離子泵（Proton pump）會以主動運輸將氫離子輸入，使泡內pH值降到5.5，以利鐵離子脫離運鐵蛋白。再經由囊泡膜上的DMT1運輸蛋白與鐵離子運輸刺激因子（Stimulator of Fe Transport，SFT）送出到細胞質中，暫時儲存於儲鐵蛋白（ferritin）中以供利用。
細胞上運鐵蛋白受器及其內儲鐵蛋白的數量，會受細胞內含鐵量的調控。當鐵含量減少時，運鐵蛋白受器的數量增多，自細胞外運入更多的鐵離子；同時儲鐵蛋白的數量降低，減少細胞內鐵的儲存。

含鐵量需透過鐵反應蛋白（Iron responsive element binding protein, IRP）作用，調控運鐵蛋白受器及儲鐵蛋白的數量。細胞內含鐵量會影響鐵反應蛋白的功能，使其可參與不同的生理作用。當含鐵量高時，鐵反應蛋白具有作為檸檬酸循環(Citrate acid cycle)中烏頭酸酶(顺乌头酸酶)的活性；但當含鐵量低時，鐵反應蛋白便會和鐵反應單位(Iron response element, IRE)結合。

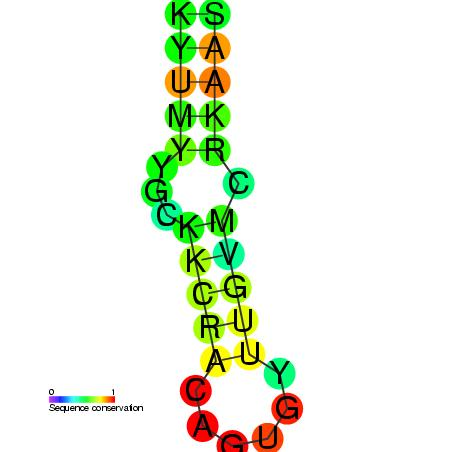
鐵反應單位

鐵反應單位是一段特別的mRNA序列，具二級結構(Secondary structure)，當與鐵反應蛋白結合後，會使帶有這段序列的mRNA更容易或更不易轉譯出蛋白質。在運鐵蛋白受器的mRNA，及儲鐵蛋白mRNA的5'端未轉譯區(5'-untranslated region, 5'-UTR)上，均具有鐵反應單位。當鐵反應蛋白與運鐵蛋白受體mRNA上的鐵反應單位結合後，可穩定這段mRNA，使其可轉譯出更多的運鐵蛋白受器；然而若鐵反應蛋白與儲鐵蛋白mRNA上的鐵反應單位結合，則會抑制這段mRNA表現而減少儲鐵蛋白的轉譯。這種經由影響mRNA的穩定性，以控制蛋白質轉譯量多寡的方式，稱為後轉錄調節(Post-transcriptional regulation)，即調節在mRNA轉錄後進行。細胞藉由這種方式，便得以根據其內鐵含量的多寡，調控相關蛋白質的表現以符合所需。

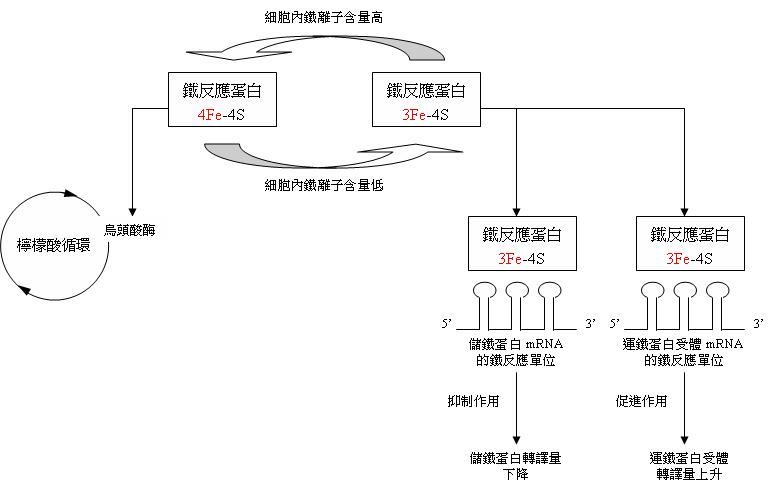
恆定機制

## 生化功能與含鐵蛋白質

### 血紅蛋白
血紅蛋白（hemoglobin）由4個血紅素（heme）和4條多肽鏈（polypeptide）組成，存在紅血球中，負責攜帶血液中98.5%的氧氣。鐵存在血紅素的中央，負責與氧分子結合。血紅蛋白是每一條多肽鏈和一個血紅素分子相連。血紅素是含鐵的原卟啉（Protoporphyrin）衍生物。原卟啉是環狀化合物，由四個次甲基（methenyl bridge，—CH—）連接的吡咯環（pyrrole ring）所組成。鐵與每個吡咯環上的氮原子形成鍵結之外，還有兩個配位鍵，一個與蛋白質中組胺酸的氮原子鍵結，另一個與氧分子結合。血紅蛋白與氧的親合力受血中氧分壓與pH值之影響，氧壓高時親合力大，故在肺部與氧結合；氧壓小時親合力小，故可在組織釋出氧以供利用。

### 肌紅蛋白
肌紅蛋白的組成與血紅蛋白（hemoglobin）類似，不過只含一條肽鏈與一個血紅素。存在肌肉細胞（肌細胞）的細胞質中，可以加速氧分子擴散到肌肉細胞內細胞質與粒線體的速率。

### 細胞色素
細胞色素是以原血紅素為輔基的酵素，催化氧化還原反應。電子傳遞鏈中有細胞色素b和細胞色素c，負責傳遞單個電子，利用鐵的氧化態改變，接受並釋出電子，使氧分子還原成水。其他細胞色素還有細胞色素b5、細胞色素P450家族等。

### 鐵硫蛋白
鐵硫蛋白以鐵硫聚基（铁硫簇）為輔基，催化氧化還原反應，也參與電子傳遞。電子傳遞链中的鐵硫蛋白有：NADH脱氢酶、琥珀酸脱氢酶、輔酶Q-細胞色素c還原酶，或稱細胞色素複合物bc1，cytochrome bc1 complex，或复合体III）。在這些酵素中，鐵都扮演著攜帶氧氣和轉移電子的角色。

### 血鐵質
血鐵質（hemosiderin）是另外一種儲存鐵的蛋白質。血鐵質被認為是儲鐵蛋白被分解後的最終產物：隨著時間，儲鐵蛋白會聚集在一起，最後被溶小體胞噬而分解。血鐵質由不定形且變性的的蛋白質與脂質所組成，其中散佈著氧化的鐵分子。在累積過多鐵離子的細胞中，溶小體所累積的大量血鐵質可被普魯士藍染色所觀察到。儘管這是鐵細胞儲存的最終階段，其仍能與可溶的鐵離子平衡，最高血鐵質可以含50%的鐵於其中，惟其釋出速度，較儲鐵蛋白慢。

## 缺乏與過量

### 缺鐵性貧血
缺鐵性貧血（缺鐵性貧血）是最為人熟知的鐵缺乏症，由於血紅蛋白濃度降低，而且紅血球細胞體積變小且形狀不規則，又稱為低色素小球性貧血（Microcytic anemia）。症狀包括：面色蒼白、胃口不佳、頭暈、疲倦、畏寒等。貧血發生時，表示缺鐵已經有一段時間了，必須由醫生開立高劑量之鐵補充劑予以治療。缺鐵風險高的族群主要是生育年齡婦女、孕婦、嬰幼兒、青春期少年。預防貧血應該攝取含鐵豐富的食物。貧血的標準通常採用世界衛生組織的建議：
| 年齡性別       | 血紅蛋白濃度(g/100 ml)) |
| 兒童0.5歲到6歲 | 11                      |
| 兒童6-14歲     | 12                      |
| 成年男性       | 13                      |
| 成年女性       | 12                      |
| 成年孕婦       | 11                      |

### 血鐵沉積症
HFE遺傳性血色病是一種遺傳性疾病，白人的發生率約每300-400人有一位，亞洲人則很少。患者的小腸鐵吸收調節異常，鐵吸收率比一般人高，隨著年紀增長，體內鐵會快速累積在肝臟、骨髓、胰臟等組織。早期病徵類似風濕，嚴重後傷及組織而有多種併發症，包括肝臟纖維化、硬化、甚至肝癌，胰臟無法分泌胰島素而成糖尿病。目前仍缺乏預防性的篩檢方法，治療方式為定期放血及服藥排鐵。

## 外部連結
- （英文）WHO Iron deficiency anemia
- （英文）WHO Global Database on Anemia （页面存档备份，存于）
- 綠茶讓鐵難吸收[永久]